# Classe ATC D04
La classe ATC D04, dénommée « Antiprurigineux, incluant antihistaminiques », est un sous-groupe thérapeutique de la classification anatomique, thérapeutique et chimique, développée par l'OMS pour classer les médicaments et autres produits médicaux. La classe ATC vétérinaire correspondante dans la classification ATCvet est QD04. Le sous-groupe présenté ici est celui établi par l'OMS, et peut donc différer des versions dérivées utilisées dans certains pays. Il fait partie du groupe anatomique D de la classification, intitulé « Dermatologie ».

## D04A Antiprurigineux, incluant antihistaminiques

### D04AA Antihistaminiques à usage topique
D04AA01 Thonzylamine (en)
D04AA02 Mépyramine (en)
D04AA03 Thénalidine (en)
D04AA04 Tripélennamine (en)
D04AA09 Chloropyramine (en)
D04AA10 Prométhazine
D04AA12 Tolpropamine (en)
D04AA13 Dimétindène (en)
D04AA14 Clémastine
D04AA15 Bamipine (en)
D04AA16 Phéniramine
D04AA22 Isothipendyl
D04AA32 Diphénhydramine
D04AA33 Méthylbromure de diphénhydramine
D04AA34 Chlorphénoxamine (en)

### D04AB Anesthésiques à usage topique
D04AB01 Lidocaïne
D04AB02 Cinchocaïne (en)
D04AB03 Oxybuprocaïne (en)
D04AB04 Benzocaïne
D04AB05 Quinisocaïne (en)
D04AB06 Tétracaïne
D04AB07 Pramocaïne (en)
QD04AB51 Lidocaïne, associations

### D04AX Autres antiprurigineux
D04AX01 Doxépine